# Mikalay Signevich
Mikalay Yawhenavich Signevich (em Bielorrusso: Мікалай Яўгенавіч Сігневіч; russo: Николай Евгеньевич Сигневич (Nikolay Evgenevich Signevich); Brest (Bielorrússia), 20 de fevereiro de 1992) é um futebolista profissional bielorrusso que joga como atacante. Atualmente, joga no Platanias, por empréstimo do BATE Borisov. Signevich também atua na Seleção Bielorrussa de Futebol.

## Títulos
BATE Borisov
- Vysshaya Liga: 2014, 2015, 2016
- Copa da Bielorrússia: 2014–15
- Supercopa da Bielorrússia: 2014, 2015, 2016